# جورج کلینتون
جورج کلینتون (انگلیسی: George Clinton; ۱۶۸۶ – ۱۷۶۱ (۷۴−۷۵ سال)) افسر نیروی دریایی پادشاهی بریتانیا و سیاستمدار بود. او که از حمایت توماس پلهام-هولز، اولین دوک نیوکاسل، بهره‌مند بود، در دهه‌های ۱۷۲۰ و ۱۷۳۰ به عنوان کاپیتان نیروی دریایی خدمت کرد.
کلینتون بعدها فرماندار مستعمره نیوفاندلند، فرمانده کل ناوگان مدیترانه و سپس فرماندار استان نیویورک شد، جایی که مجبور بود با تهدید حمله فرانسه در طول جنگ شاه جورج مقابله کند. او نتوانست با سیاستمداران لیبرال مجلس نیویورک که توسط جیمز د لانسی رهبری می‌شدند، کنار بیاید و در سال ۱۷۵۳ استعفا داد.
کلینتون همچنین از مارس ۱۷۵۷ تا زمان مرگش در ژوئیه ۱۷۶۱ به عنوان نماینده پارلمان برای سالتاش، یک بخش فاسد در کورنوال، خدمت کرد.